# 韦龙地区博蒙
韦龙地区博蒙（法語：Beaumont-en-Véron，法語發音：[bomɔ̃ ɑ̃ veʁɔ̃] ⓘ）是法国安德尔-卢瓦尔省的一个市镇，位于该省西部偏南，属于希农区。

## 地理
韦龙地区博蒙（47°11'45"N, 0°11'10"E）面积75,365 平方千米，位于法国中央-卢瓦尔河谷大区安德尔-卢瓦尔省，该省份为法国中西部省份，北起萨尔特省、东北接卢瓦-谢尔省，东南接安德尔省，南至维埃纳省，西临曼恩-卢瓦尔省。
与韦龙地区博蒙接壤的市镇（或旧市镇、城区）包括：阿瓦讷、希农、锡奈、于姆、维埃纳河畔圣日耳曼、韦龙地区萨维尼、蒂宰。

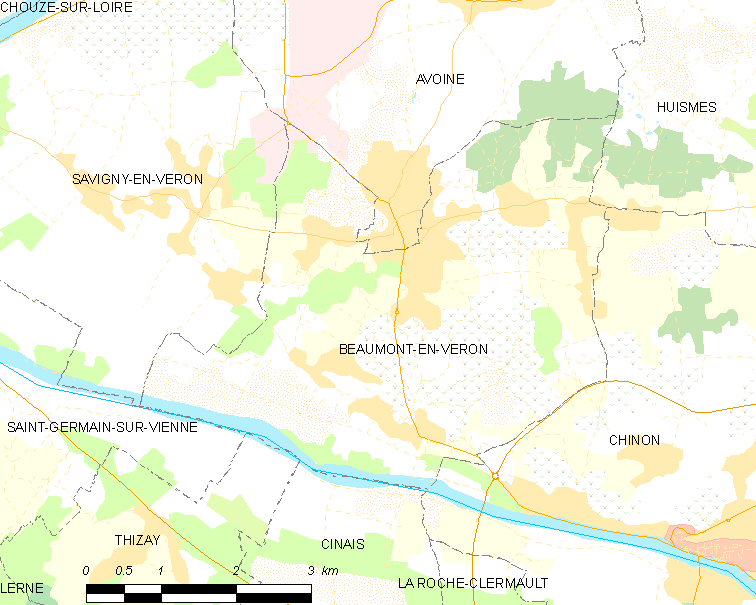
韦龙地区博蒙的OSM定位图

韦龙地区博蒙的时区为UTC+01:00、UTC+02:00（夏令时）。

## 行政
韦龙地区博蒙的邮政编码为37420，INSEE市镇编码为37022。

## 政治
韦龙地区博蒙所属的省级选区为希农县。

## 人口

1962-2008年间韦龙地区博蒙人口变化图示

韦龙地区博蒙于2022年1月1日时的人口数量为2719人。